# Куцай, Иван Леонтьевич
Иван Леонтьевич Куцай (укр. Іван Леонтійович Куцай; род. 5 августа 1942 года, с. Зализнячка Катеринопольского района Черкасской области Украинской ССР) — украинский государственный деятель, депутат Верховной рады Украины I созыва (1990—1994).

## Биография
Родился 5 августа 1942 года в селе Зализнячка Катеринопольского района Черкасской области в рабочей семье.
В 1961 году окончил Киевский строительный техникум.
После окончания техникума с 1961 года работал техником управления стройками № 404 жилищного управления Радянского (Советского) района Киева. С 1962 года проходил службу в армии, после возвращения из армии с 1965 года работал техником управления стройками № 403 жилищного управления Радянского (Советского) района Киева.
С 1966 года находился на инженерно-технологических должностях в системе Министерству промышленности строительных материалов Украинской ССР, с 1973 года — на инженерно-технологических и руководящих должностях в системе Министерства водного хозяйства Украинской ССР. В 1971 году окончил Киевский инженерно-строительный институт по специальности «инженер-строитель».
С 1979 года был инструктором, заместителем заведующего, затем заведующим отделом строительства Киевского областного комитета КП УССР, с июня 1986 года по апрель 1987 год был заместителем председателя Киевского облисполкома по вопросам строительства. С апреля 1987 года по декабрь 1988 года занимал должность секретаря Киевского областного комитета КП УССР, с декабря 1988 года по апрель 1992 года был первым заместителем председателя Киевского облисполкома — начальником Главного планово-экономического управления.
В 1990 году в ходе первых альтернативных парламентских выборов в Украинской ССР был выдвинут кандидатом в народные депутаты трудовыми коллективами Переяслав-Хмельницкого автотранспортного предприятия № 13242 и Яготинского строительно-монтажного управления. 18 марта 1990 года во втором туре был избран народным депутатом Верховного совета Украинской ССР XII созыва (в дальнейшем — Верховной рады Украины I созыва) от Переяслав-Хмельницкого избирательного округа № 213 Киевской области, набрал 51,60% голосов среди 17 кандидатов. В парламенте в группы и фракции не входил, был членом комитета по вопросам строительства, архитектуры и жилищно-коммунального хозяйства. Депутатские полномочия истекли 10 мая 1994 года.
Одновременно с депутатской деятельностью с апреля 1992 года по июль 1994 года был первым заместителем представителя Президента Украины в Киевской области, с июля 1994 года являлся заместителем главы Киевского областного совета. С октября 1995 года занимал должность заместителя председателя Киевской областной государственной администрации по вопросам экономики, внешнеэкономической деятельности и экономической реформы, заместителем председателя КОГА по финансово-бюджетным вопросам, соблюдению налогового законодательства, вопросам промышленной политики, транспорта, связи и топливно-энергетического комплекса.